# شرع من قبلنا
شرع من قبلنا، في علم أصول الفقه الإسلامي موضوع بحث شرعي، للعلاقة بين الأحكام الشرعية في شريعة خاتم الأنبياء محمد ﷺ، وبين الأحكام في الشرائع السابقة، مثل: الشريعة الإبراهيمة، وشريعة نبي الله موسى، وشريعة نبي الله عيسى. فالدين عند اللّٰه واحد، بشرائع متعددة.
وقد بين الله تعالى في القرآن منهجا عاما يقوم على أمرين هما:
1. العلم بأصل الدين وهو: أن الله تعالى أرسل جميع الرسل بالإيمان بالله وعبادته وحده لا شريك له. فالأنبياء والرسل؛ متفقون في توحيد الله وإفراده بالعبودية.
2. الشرائع وهي: ما شرعه الله لعباده من أحكام لا تتعلق بالعقيدة، بل بالأحكام التشريعية مثل: الصلاة والزكاة، وتحريم الربا والزنا وغير ذلك. وهذه الأحكام بينها الله بقوله ﴿لكل جعلنا منكم شرعة ومنهاجا﴾.

وهذا المصدر يعد من المصادر الثانوية في التشريع الإسلامي، وهو يحقق امتداد للشرائع التي سبقت، مثل شرائع أهل الكتاب، وهو يربطنا بهذه الأديان علاقة تعظيم للشرائع السابقة التي بين الله بعضها في كتابه الكريم بل كان النبي يعمل ببعض الأحكام في الشرع الإسلامي التي تتفق مع شرع من قبلنا كاليهودية مثلاً فقد رجم اليهودي الذي زنى وذلك عندما قال له النبي: «ماتجدون في كتابكم؟» فكان الرجم موجوداً في التوراة موافقا للحكم في شريعة الإسلام فرجمه، وهذا تشريع لنا ولكن ليس على الإطلاق في هذا الحكم.

## الشريعة ليست ناسخة لجميع الشرائع السابقة
عندما ننظر في الشريعة نجد أن هناك أحكاماً تكررت في جميع الشرائع السابقة، فعلى سبيل المثال:
- تحريم شرب الخمر تكرر في جميع الشرائع السماوية
- تحريم الزنا أيضاً
- تحريم القتل كذلك
- تحريم أكل أموال بالباطل قال تعالى: ((ياأيها الذين آمنوا إن كثيراً من الأحبار والرهبان ليأكلون أموال الناس بالباطل ويصدون عن سبيل الله..)) فذكر ذلك تحذيراً من صنيعهم.
- حرمة ترك الأمر بالمعروف والنهي عن المنكر قال تعالى: ((لعن الذين كفروا من بني إسرائيل على لسان داوود وعيسى ابن مريم ذلك بما عصوا وكانوا يعتدون)) فحرم ترك الأمر بالمعروف والنهي عن المنكر، وحذر منه.
- حرمة كتم البينات على أهل الكتاب وهذه الأمة قال تعالى: ((إن الذين يكتمون ماأنزلنا من البينات والهدى من بعد ما بيناه للناس في الكتاب أولئك يلعنهم الله ويلعنهم اللاعنون)).

وعلى هذا الأساس لايمكن أن تكون الشريعة الإسلامية ناسخة لجميع الشرائع السابقة بل هناك من الأحكام ماهي معمول بها عندنا الآن وسيبقى الحكم فيها إلى قيام الساعة.

## تحرير النزاع وبيانه
قبل أن ندخل في خلاف العلماء لابد أن نبين وجه الاتفاق والاختلاف حتى تتضح المسألة فوجوه الاتفاق مايلي:
- أمور العقائد لاخلاف بين العلماء أن شرع من قبلنا شرع لنا بالاتفاق، ولكن يجب أن نعلم أن شريعتنا ليست ناسخة لأمور العقيدة في الشرائع السابقة بل مقررة لها في الغالب.
- غير العقائد كالأحكام التي أقرتها شريعتنا كالصوم والحج فإن هذا شرع لنا بلا خلاف ومثل الأضحية التي كانت سنة متبعة في الشرائع السابقة وأخبر عنها النبي بأنها سنة إبراهيم وسنة الأنبياء الذين من ذريته من بعده.
- غير العقائد أيضاً كالأحكام التي نسختها شريعتنا فهي باتفاق الأصوليين ليست شرع لنا بلا خلاف بين الفقهاء والأصوليين، ومثل ذلك كجواز نكاح الأخت وتحريم أكل لحم الإبل الذي حرمه يعقوب على نفسه وغير ذلك.

وأما وجه الاختلاف في المسألة فهو: الأحكام التي لم تقرر في شريعتنا وعُلم ثبوتها ولم يرد عليها ماينسخها فهذا محل الخلاف بينهم.

## اختلاف الأصوليين في هذا الأمر
اختلف الأصوليون في الأحكام التي لم تقرر في شريعتنا وعُلم ثبوتها ولم يرد عليها ماينسخها على ثلاثة أقوال هي:
- القول الأول: قال به جمهور أهل العلم من ذلك الحنفية والمالكية وبعض الشافعية وأحمد في رواية عنه راجحة أن ما قد صح من شرع من قبلنا هو في الحقيقة شرع لنا وذلك عن طريق الوحي من الكتاب والسنة لامن طريق كتبهم ويجب علينا العمل به مالم يرد خلافه.
- القول الثاني: مذهب القلة وهم بعض الشافعية والأشاعرة والمعتزلة والشيعة وأحمد في رواية مرجوحة له: أن شرع من قبلنا ليس شرعاً لنا وقد اختار ذلك من الأصوليين: الغزالي والآمدي والرازي وابن حزم الظاهري وبعض العلماء.
- القول الثاث: وهو التوقف في هذه المسألة حتى يتبين الدليل الصحيح فيها وحكى هذا القول ابن القشيري وابن برهان، ولم ينسبه بعض علماء الأصول لأحد.

## أدلة الأقوال
- أدلة القول الأول: مما استدل به أصحاب القول الأول المثبتين لكون هذا الشرع شرع لنا بشروطه مايلي:
  - قوله تعالى: ((أولئك الذين هدى الله فبهداهم اقتده)) فقد طلب الله من النبي أن يقتدي بالذين قبله من الأنبياء والمرسلين ولم يوجد ماينسخ ذلك، بل ثبت عن ابن عباس أنه سجد عند سجدة سورة (ص~) عندما ذكر الله خبر داوود ((وظن داوود أنما فتناه فاستغفر ربه وخر راكعاً وأناب))
  - واستدلوا بقوله تعالى: ((ثم أوحينا إليك أن اتبع ملة إبراهيم حنيفاً..)) الآيه
  - وبقوله تعالى: ((شرع لكم من الدين ماوصى به نوحاً والذي أوحينا إليك وما وصينا به إبراهيم وموسى وعيسى أن أقيموا الدين ولاتتفرقوا فيه...)) الآيه.
  - وبقوله تعالى: ((إنا أنزلنا التوراة فيها هدى ونور يحكم بها النبيون الذين أسلموا للذين هادوا والربانيون والأحبار..)) الآيه والنبي ن من ضمن النبيين.
  - وبقوله تعالى أيضاً: ((وكتبنا عليهم فيها أن النفس بالنفس والعين بالعين...)) الآيه وهذه من أوضح الآيات في الإستدلال لأن كثير من العلماء استدلوا بهذه الآية على أن شرع من قبلنا شرعٌ لنا لأن النبي أوجب القصاص على القاتل إلا في العفو من أولياء المقتول.
  - واستدلوا أيضاً بأن النبي كان يحب موافقة أهل الكتاب فيما لم ينزل عليه به وحي فدل على أن شرع من قبلنا حجة وإلا لم يكن النبي يحب موافقتهم عبثاً.
- أدلة القول الثاني: وهم الذين نفوا ذلك ومن أدلتهم:
  - حديث معاذ حينما بعثه النبي إلى اليمن وقال له: «بم تحكم» قال: «بكتاب الله» [1] وذكر بعد ذلك السنة وذكر بعد ذلك الاجتهاد ولم يذكر له شرع من قبلنا فأقره على الاجتهاد كمرحلة أخيره ولو كنا متعبدين لله به لذكره له.
  - ومن أدلتهم لكل جعلنل منكم شرعة ومنهاجا..)) الآيه
  - وقال أصحاب هذا القول أن شريعة الإسلام عامة لجميع الأديان الماضية أما شريعة من قبلنا فكانت مخصوصة برسل أقوامها أي كل واحد من هؤلاء الرسل بعث لقومه خاصة وشريعتهم خاصة لقومه دون غيرهم بعكس شريعة الإسلام التي هي عامة وخصوصاً أن النبي بعث إلى الناس كافة بعكس الرسل الأول.

## الترجيح في المسألة
عند النظر في الترجيح نجد أن القول بأن شرع من قبلنا شرعٌ لنا هو القول الراجح الذي عمل به أكثر أهل العلم بشرط أن تثبت صحته وذلك عن طريق المسلمين العدول المستوثقين وجاء الإسلام بتقريره أو قد ورد حكمه في القرآن أو يثبت بالسنة لأن هذا الشيء إنما هو تشريع سماوي وهذا الذي يميل إليه الأصوليون في وقتنا الحاضر.
قال صاحب كتاب أصول الفقه الإسلامي: «ولكن لدى التحقيق الذي سبق ليس شرع من قبلنا دليلاً مستقلاً من أدلة التشريع وإنما هو مردود إلى الكتاب والسنة لأنه لايعمل به كما عرفنا إلا إذا قصّه الله أو رسوله عليه الصلاة والسلام من غير انكار، ولم يرد في شرعنا مايدل على نسخه»  وبهذا يتبين أنه يكون مصدر تشريع بالشروط السابقة. والله أعلم

## الهامش
1. ↑  رواه أبوداوود والترمذي وأحمد والطبراني والبيهقي
2. ↑  انظر كتاب أصول الفقه للخضري ص347 ومذكرات في أصول الفقه للزفزاف ص 19وأصول الفقه لخلاف 106
3. ↑  انظر أصول الفقه الإسلامي للزحيلي ص849